# Tolonus mirus
Tolonus mirus là một loài tò vò trong họ Ichneumonidae.